# Gartenstadt Staaken

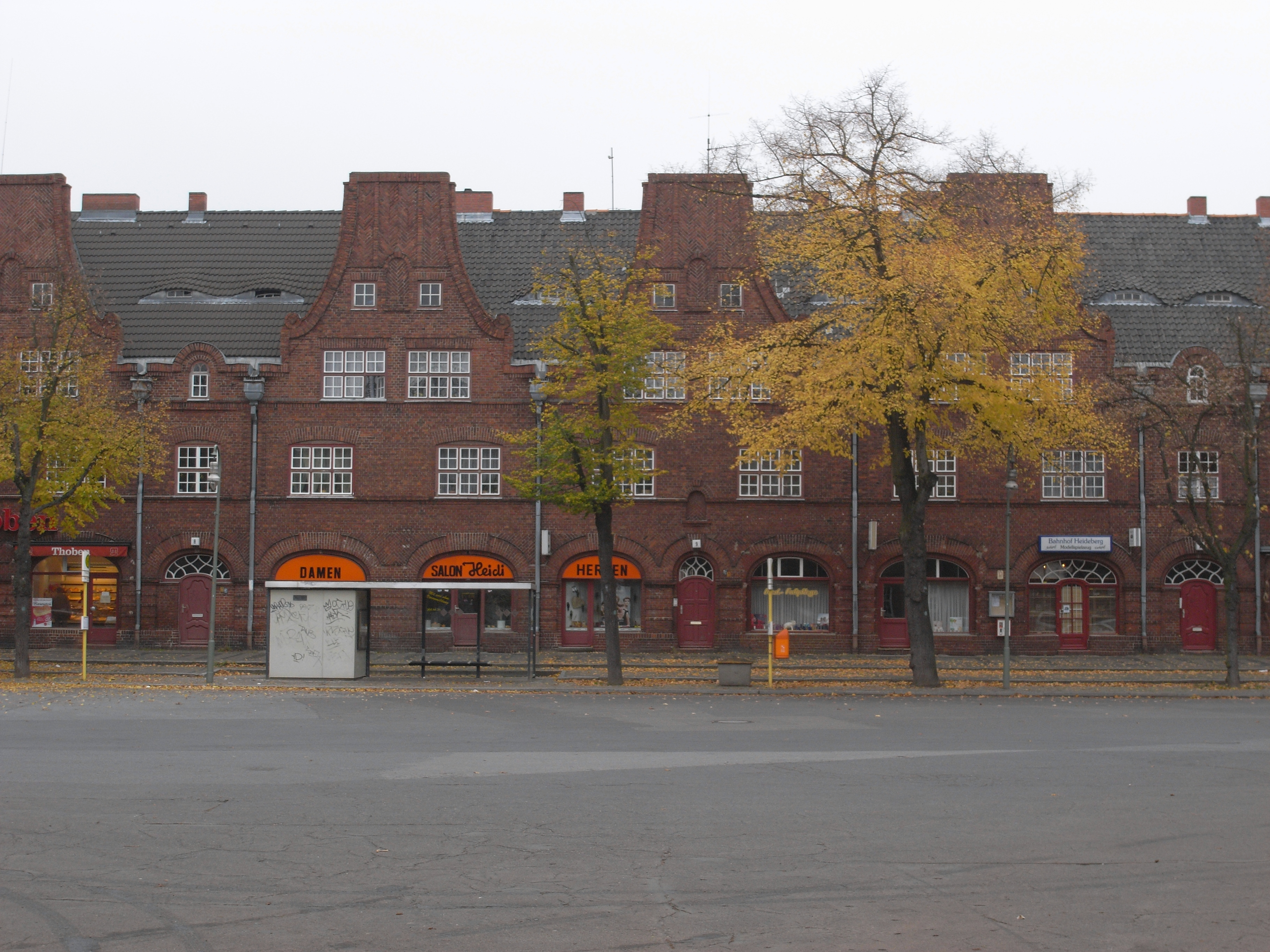
Kaufhaus am Marktplatz

Die Gartenstadt Staaken ist eine Siedlung im heutigen Berliner Bezirk Spandau, die zwischen 1914 und 1917 nach dem Entwurf des Architekten Paul Schmitthenner in der Nähe des damaligen Dorfes Staaken erbaut wurde und heute von der gleichnamigen Wohnungsgenossenschaft verwaltet wird. 
Sie gilt wegen der Anlage der Straßen und Plätze und wegen ihrer Vorbildwirkung auf die Berliner Siedlungen der 1920er Jahre als eine der bedeutendsten städtebaulichen Leistungen des frühen 20. Jahrhunderts. Die Gartenstadt Staaken wurde mit 1000 Wohnungen und einer Zahl von öffentlichen Gebäuden für 5000 Einwohner geplant. Sie wurde innerhalb von nur vier Jahren nach der ursprünglichen Planung fast vollständig fertiggestellt.

## Planung

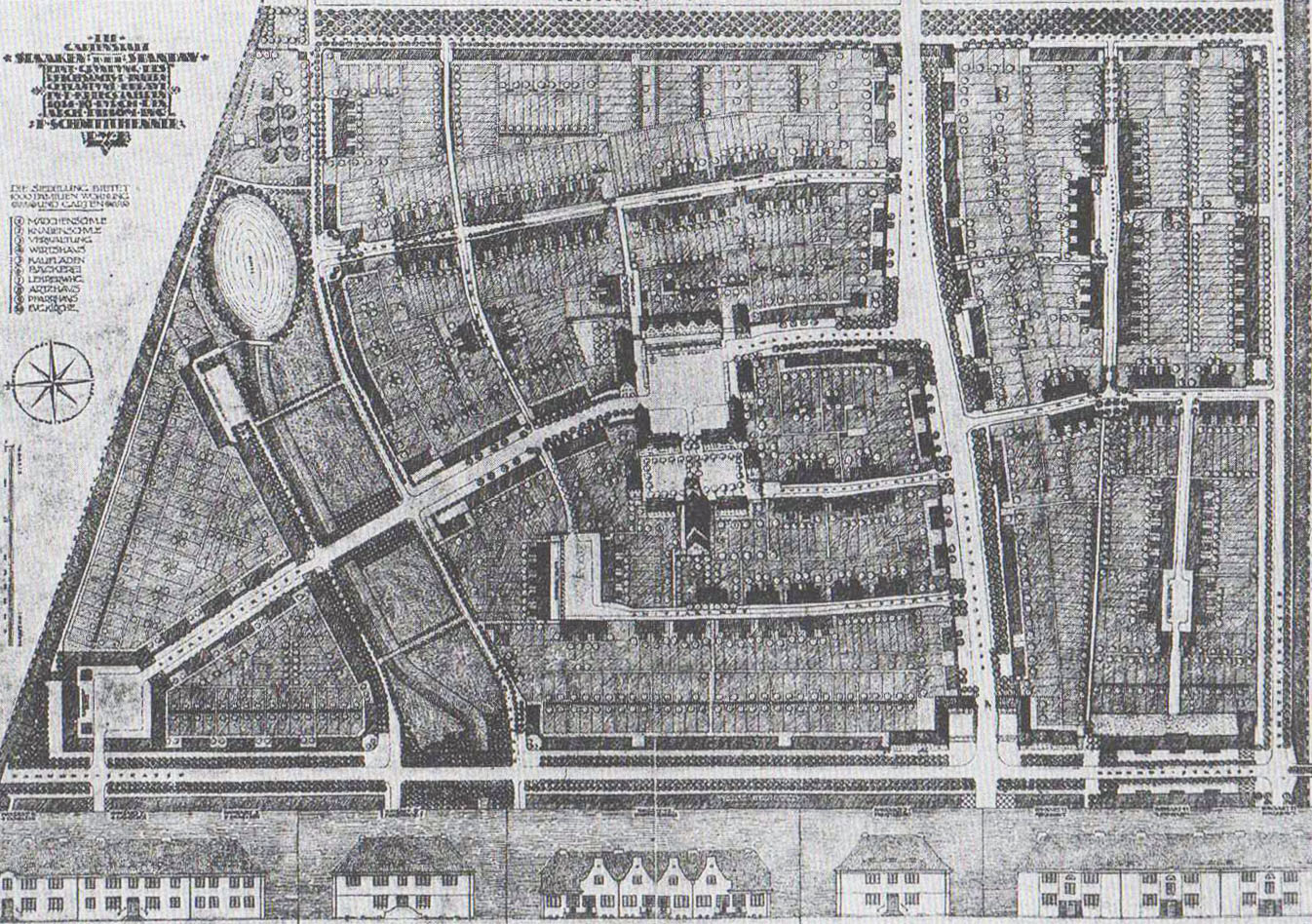
Lageplan, 1917

Der Bauherr der Gartenstadt Staaken war das Reichsamt des Innern (Innenministerium). Es wollte mit diesem Projekt den Wohnungsbau für Arbeiter in Deutschland beispielhaft reformieren. Als Bewohner waren die in den staatlichen Spandauer Rüstungsbetrieben Beschäftigten vorgesehen. Die Versorgung mit Wohnungen war für diese Menschen traditionell schlecht. 
Zunächst kaufte das Reichsamt ein 35 Hektar großes Grundstück, das vier Kilometer westlich von den staatlichen Rüstungsbetrieben in Spandau liegt. Anschließend veranlasste das Ministerium die Gründung einer Genossenschaft. Sie bestand entgegen anders lautenden Behauptungen von Anfang an größtenteils aus einfachen Arbeitern. Der 29 Jahre alte Paul Schmitthenner wurde zum Architekten bestellt; er sollte bei der Planung der Gartenstadt Staaken auf die Begrenzung der Baukosten achten. Die Anzahl der Haustypen wurde auf einige wenige begrenzt, Bauteile wurden vereinheitlicht und die Leistungen der Baufirmen in großen Einheiten erbracht. 

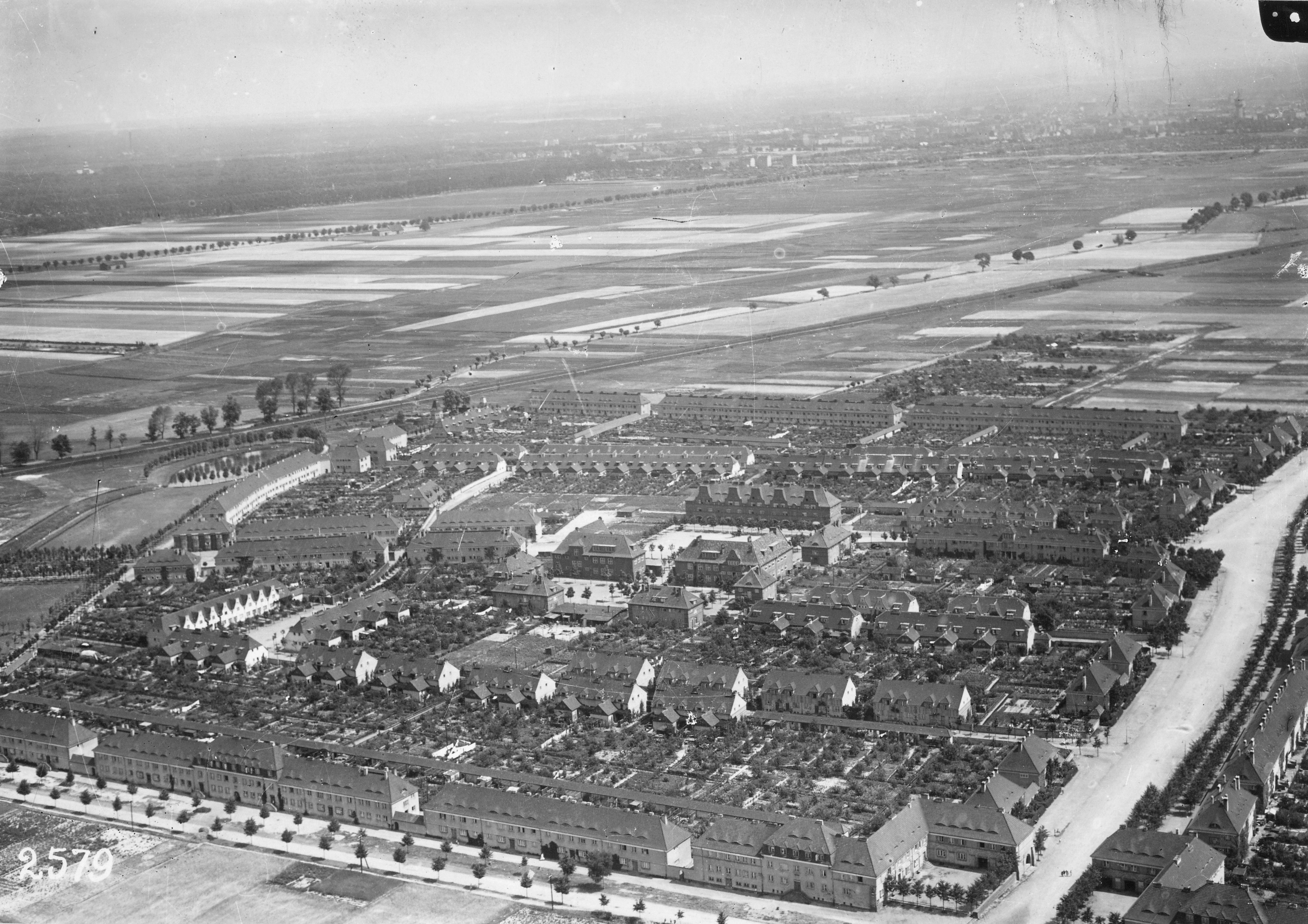
Luftbild, 1920

In den Jahren 1914 bis 1917 wurden insgesamt 793 Wohneinheiten fertiggestellt. Darüber hinaus sollten in der Siedlung öffentliche Gebäude, wie beispielsweise zwei Kaufhäuser, zwei Schulen, ein Gasthaus, eine Kirche, ein Pfarrhaus, ein großer Saal, ein Spritzenhaus und eine Bäckerei entstehen. 
Unter der Federführung Schmitthenners wurden die meisten der Gebäude realisiert; ungebaut blieben einige Wohnhäuser nördlich des Grüngürtels sowie die Kirche, das Gasthaus und die Bäckerei; ein Kirchbau erfolgte 1922.
Die bauliche Entwicklung der Gartenstadt Staaken lässt sich in drei deutlich voneinander unterscheidbare Bauphasen einteilen, mit denen eine schrittweise Vereinfachung der Formensprache einherging. Dieser Vorgang spiegelt die zunehmende Verarmung des Deutschen Reiches im Ersten Weltkrieg wider. Infolge der Mobilmachung kam die Bautätigkeit mangels Arbeitskräften zwar vielerorts zum Erliegen. Das Bauprojekt Gartenstadt Staaken bildete in diesem Zusammenhang eine Ausnahme, weil diese Siedlung von den Arbeitern aus der Rüstungsindustrie bewohnt werden sollte. Doch Ende des Jahres 1916 schlugen sich die Folgen des Krieges auch in der Bautätigkeit an der Gartenstadt Staaken nieder. Paul Schmitthenners Planungstätigkeit für diese Siedlung endete 1917 mit seiner Einberufung. Seine Arbeit wurde von dem Schweizer Otto Brechbühl zu Ende geführt.
Aufgrund seiner Erfolge im Siedlungsbau wurde Schmitthenner im Jahr 1918 auf eine Professur für Baukonstruktionslehre der Architektur an der Technischen Hochschule Stuttgart berufen. Zu seinen Leistungen zählten damals über die Gartenstadt Staaken hinaus weiter Siedlungsprojekte, wie beispielsweise die Gartenstädte Plaue bei Brandenburg an der Havel (1915–1917) und Forstfeld bei Kassel (1915–1917).

## Haustypen und -gruppen

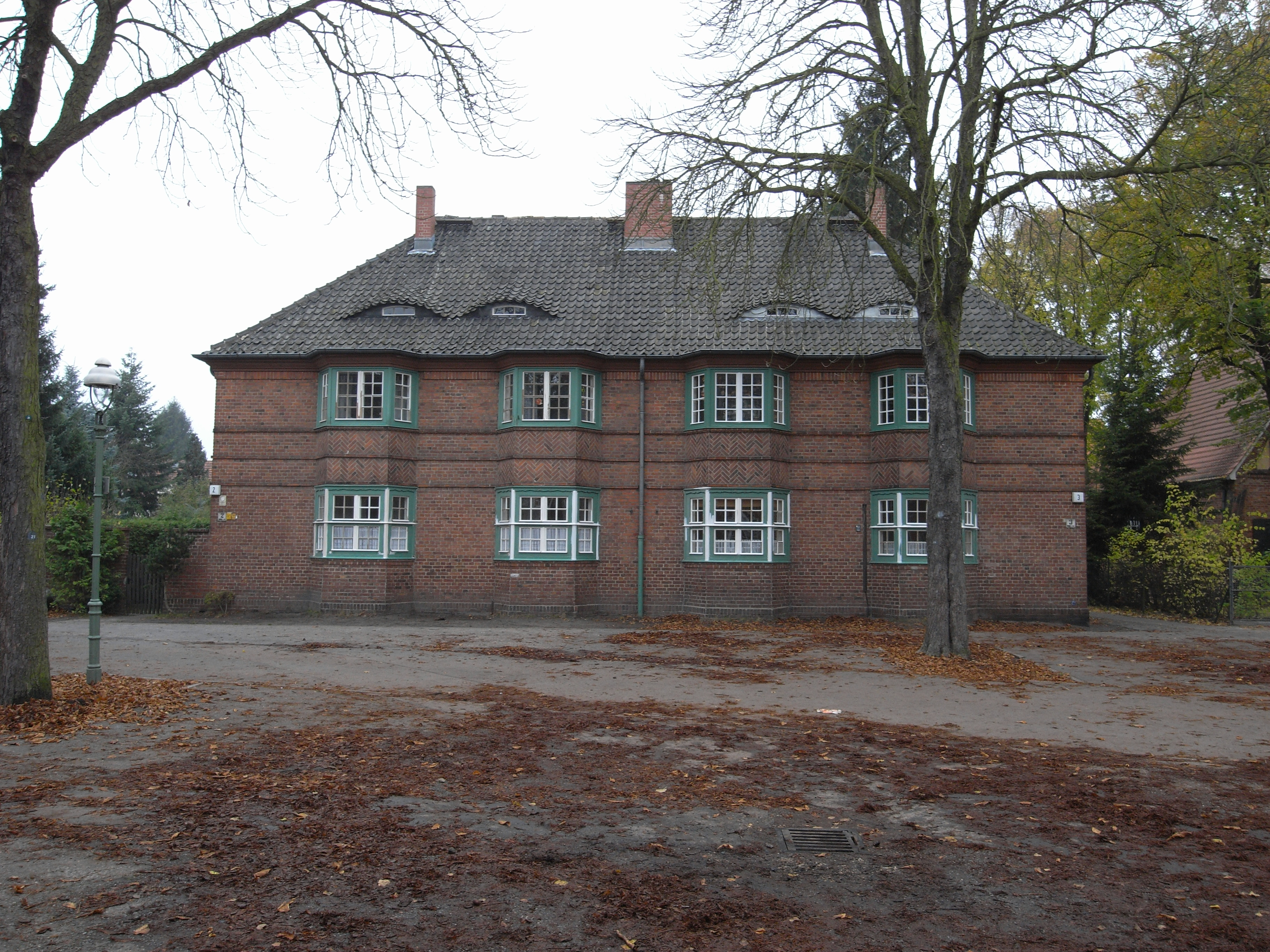
Mehrfamilienhausgruppe am Kirchplatz

Paul Schmitthenner berücksichtigte bei seinem städtebaulichen Entwurf für die Gartenstadt Staaken die landschaftlichen und stadtplanerischen Vorgaben und entwickelte ein klares und doch komplexes System von Straßen und Plätzen. Das Hauptmerkmal des Entwurfs ist eine Art Baukasten, mit dem die einzelnen Wohnhäuser aus fünf Haustypen zu Hausgruppen zusammengesetzt wurden. Zu diesem System kommt noch eine gewisse Anzahl von Fassadenvarianten und eine Vielzahl von standardisierten Ausbauelementen, wie Fenster, Türen usw. dazu. Dieser Baukasten wird im Außenbereich von unterschiedlichen Freitreppen ergänzt, die ähnlich wie bei den Haustypen aus der Kombination verschiedener Treppen und Wangen beruhen. Darüber hinaus wird der Freiraum durch ein vielschichtiges System von Stallbauten, Mauern und Zäunen gegliedert. Mit der unterschiedlichen Kombination dieser Elemente ließen sich unterschiedliche architektonische Stimmungen erzeugen. So konnte jedes Haus eine individuelle Note bekommen. Die innere Aufteilung der Haustypen erfolgte dagegen allein nach pragmatischen Gesichtspunkten. Die öffentlichen Gebäude blieben von dem beschriebenen Baukasten ausgenommen und wurden durch Sichtmauerwerk, eine reichere Gestaltung der Einzelformen und eine individuelle Gestaltung hervorgehoben (Marktplatz, Kirchplatz).

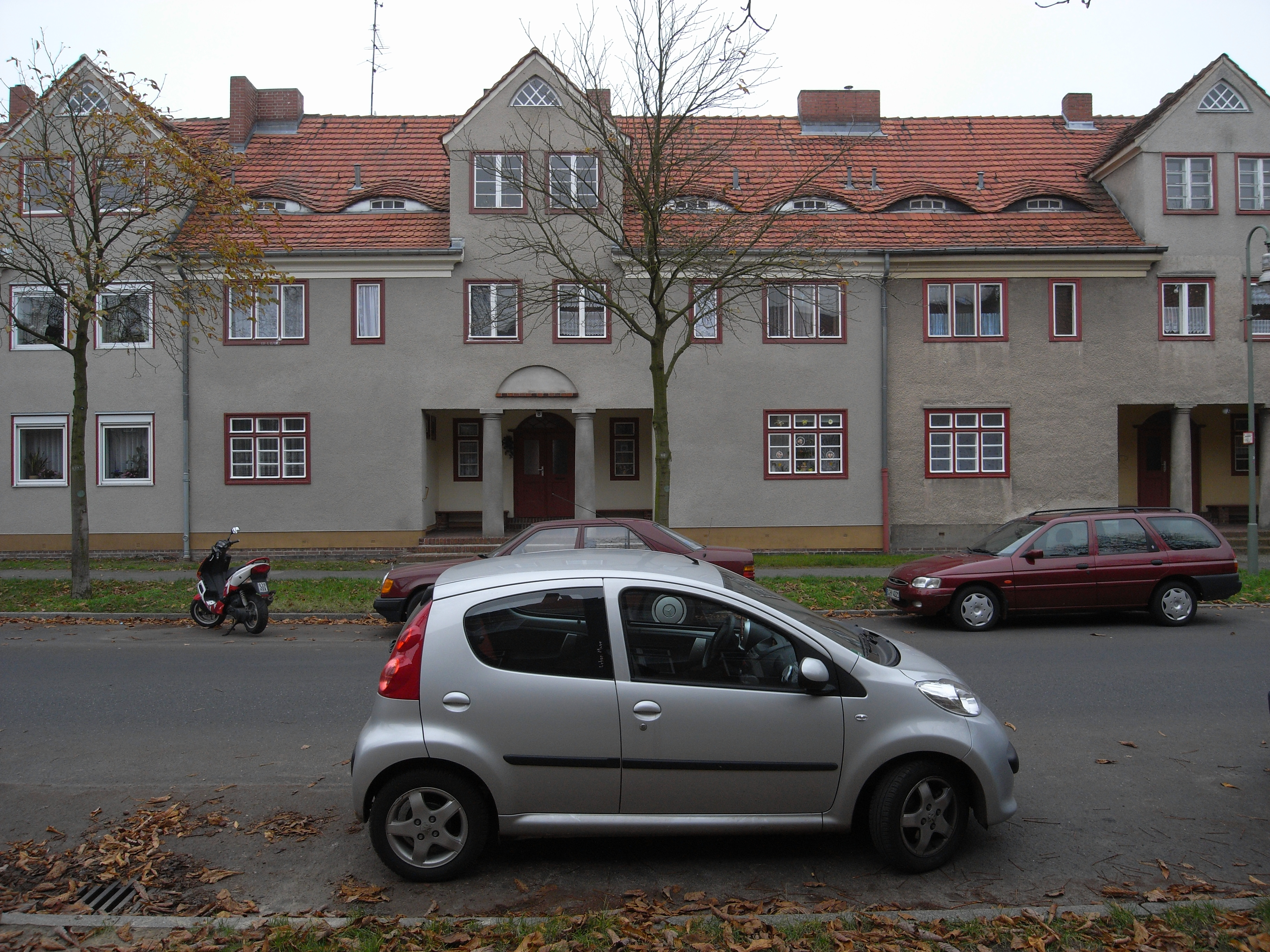
Mehrfamilienhausgruppe Torweg

Die Grundrisstypen 1–3 sind sich relativ ähnlich. Es handelt sich bei ihnen um Vierfamilienhäuser mit jeweils einem von der Straße zum Hof verlaufenden Mittelflur und einer jeweils seitlich angeordneten Wohnung. Die beiden größeren Haustypen 2 und 3 haben in der Mittelachse eine Eingangsloggia. Bei dem Haustyp 4 handelt es sich um ein Einfamilienhaus und bei dem Haustyp 5 um ein Zweifamilienhaus. Der letztgenannte Haustyp dient zum Abschluss von Mehrfamilienhausgruppen und hat als einziger den Eingang auf der Seite. Die Fassaden, der dem beschriebenen Baukasten entstammenden Häuser sind verputzt. Die Hausgruppen können in sich leicht abgeknickt sein oder einen Versprung haben. In dem Bezug der Hausgruppen zueinander klingen manchmal Spiegelungen und Achsen an, die aber nie streng durchgeführt sind. Auf Ecktypen wird in dem beschriebenen Baukasten verzichtet. Stattdessen wurden die Ecken stadträumlich von Mauern eingefasst.
Die Grundrisse und Fassaden wurden harmonisch proportioniert. So zeigt sich bei den Fassaden der Haustypen das Verhältnis von Breite zu Höhe regelmäßig abgestuft. Es wurde jeweils mittels einer Diagonale bestimmt. Die Fassaden selbst zeigen eine relativ schlichte Gestaltung. Auf ornamentalen Schmuck hat Schmitthenner weitgehend verzichtet.
In der ersten Bauphase von 1914/1915 konnte der auf diesen Elementen beruhende Baukasten von Schmitthenner vollständig entfaltet werden. Dieser liegt im Kern der Siedlung und erstreckt sich vom Marktplatz über die Delbrückstraße sowie vom Langen Weg bis zur Straße Beim Pfarrhof. Dort unterscheiden sich die verschiedene Viertel deutlich in ihrer Formensprache. Eines dieser Viertel liegt an der Straße Zwischen den Giebeln und der Name der Straßen spricht für das Architekturprogramm.
Paul Schmitthenner hat sich auch mit der Möblierung der Wohnungen in der Gartenstadt Staaken auseinandergesetzt. Als Vorbild für die zukünftigen Bewohner wurde eine Musterwohnung eingerichtet. Die Prinzipien von Paul Schmitthenner für die Gestaltung der Inneneinrichtung lauteten: Einfachheit und Klarheit der Form, hohe Kombinierbarkeit, funktionales, solides, preisgünstiges und gut proportionierbares Hausgerät nach dem Vorbild der Dresdner Werkstätten. Sein Grundsatz war dabei: „Nur anständig und wahrhaftig soll alles sein. Nicht mehr hermachen als man ist. Auch bei Menschen wirkt das übel und unanständig.“ Dementsprechend appellierte der Architekt an sein Publikum: „Schaut euch doch die Wohnungen Schillers an und das Gartenhaus Goethes in Weimar! Dort habt ihr größte Einfachheit und höchste Kultur.“

## Grünanlagen

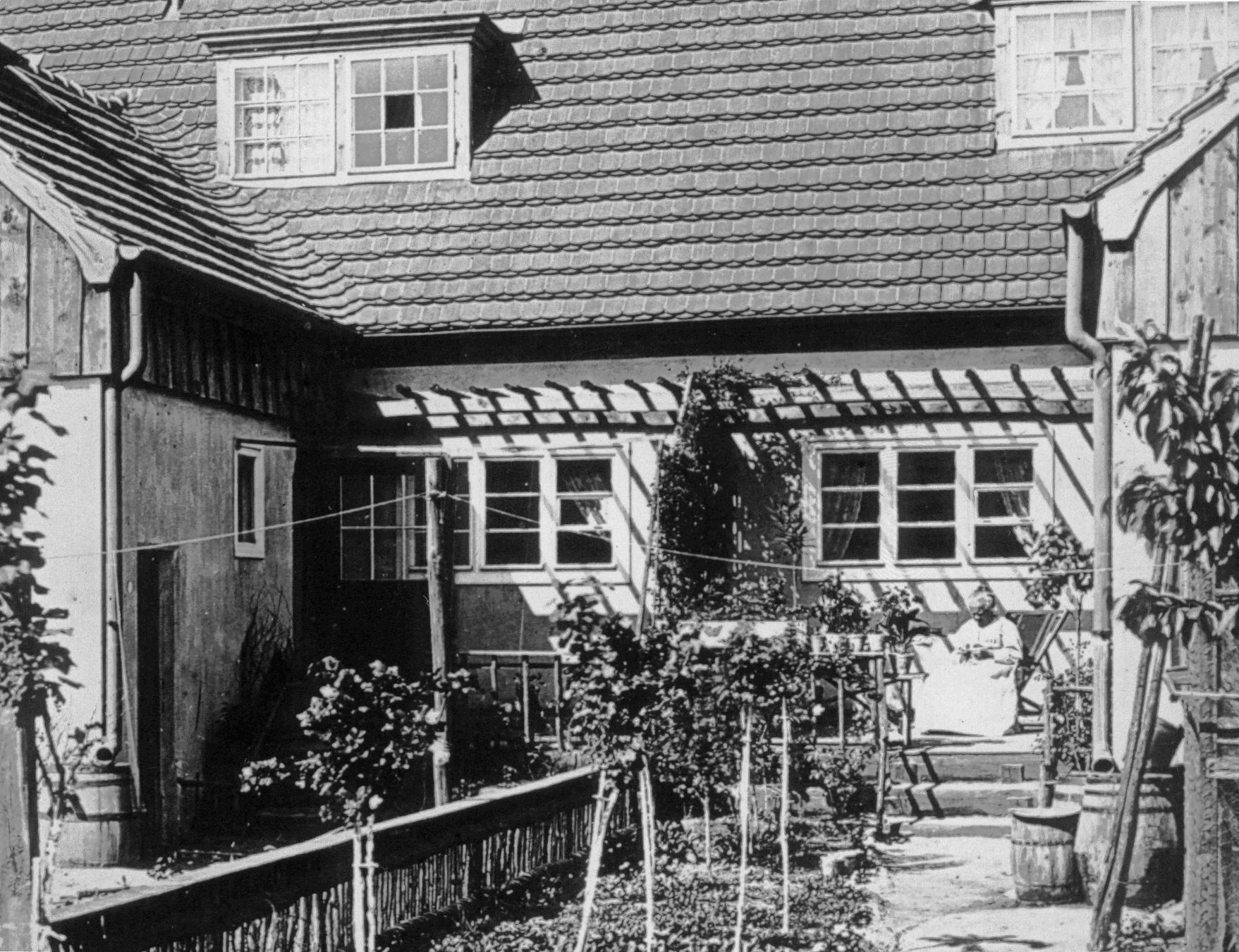
Terrasse von der Gartenparzelle aus. Bepflanzung nach der Planung von Ludwig Lesser

Die Gartenstadt Staaken verfügt über großzügig ausgewiesene Grünflächen. Diese waren ursprünglich intensiv bepflanzt. Darüber hinaus waren auch die Fassaden der Häuser weitgehend begrünt. Insgesamt bilden die Häuser mit ihrem Bewuchs zusammen mit den Baumgruppen sowie den verschiedenartigen Mauern und Zäunen eine gestalterische Einheit. Die ausgiebige Bepflanzung erfolgte sowohl aus ernährungspolitischen wie auch aus gartenarchitektonischen und ökologischen Motiven. Die Grünplanung stammt im ersten Bauabschnitt (1914 f.) von dem Architekten Paul Schmitthenner. Danach (1915–1917) wurde der Gartenarchitekt Ludwig Lesser hinzugezogen. Bei dessen Entwurf zeigt sich in Analogie zu den Häusern eine konsequente Typisierung.
In der Gartenstadt Staaken gehört zu jeder Wohnung eine Gartenparzelle. Diese sollte die jeweilige Familie vollständig mit Gemüse versorgen und möglichst viel Obst erzeugen. Darüber hinaus war auch eine Kleintierhaltung möglich. Die Bepflanzung der Gärten erfolgte relativ einheitlich.
Zu jeder Gartenparzelle gehörte ursprünglich ein Hausbaum. Bei diesem handelte es sich immer um einen Obstbaum. Er stand hinter dem Haus und war hochstämmig, sodass man sich unter seinem Schatten versammeln konnte. Zusammen bildeten die Hausbäume lange Reihen, sogenannte grüne Wände, die den Außenraum gliederten. Ferner gab es in den Gärten noch Obstbuschbäume. Diese befanden sich in dem von Schmitthenner geplanten ersten Bauabschnitt am Übergang von der Terrasse zum Garten. Dagegen erstreckten sich die Obstbuschbäume bei Ludwig Lesser in der Achse des Hausbaumes in die Tiefe der Gartenparzelle. Ferner gehörten zu diesem Konzept an der Längsseite Sträucher und Büsche zum Anbau von Beeren.
Ein wichtiges gestalterisches Mittel war die Begrünung der Fassaden. Diese erfolgte sehr weitgehend, wobei hin und wieder bepflanzte bewusst in Kontrast zu von Bewuchs freien Flächen gesetzt sind. Sichtmauerwerk ist allerdings nie bepflanzt. Zur Fassadenbegrünung wurden hauptsächlich Wilder Wein und Efeu verwendet.

## Alte und zeitgenössische Vorbilder

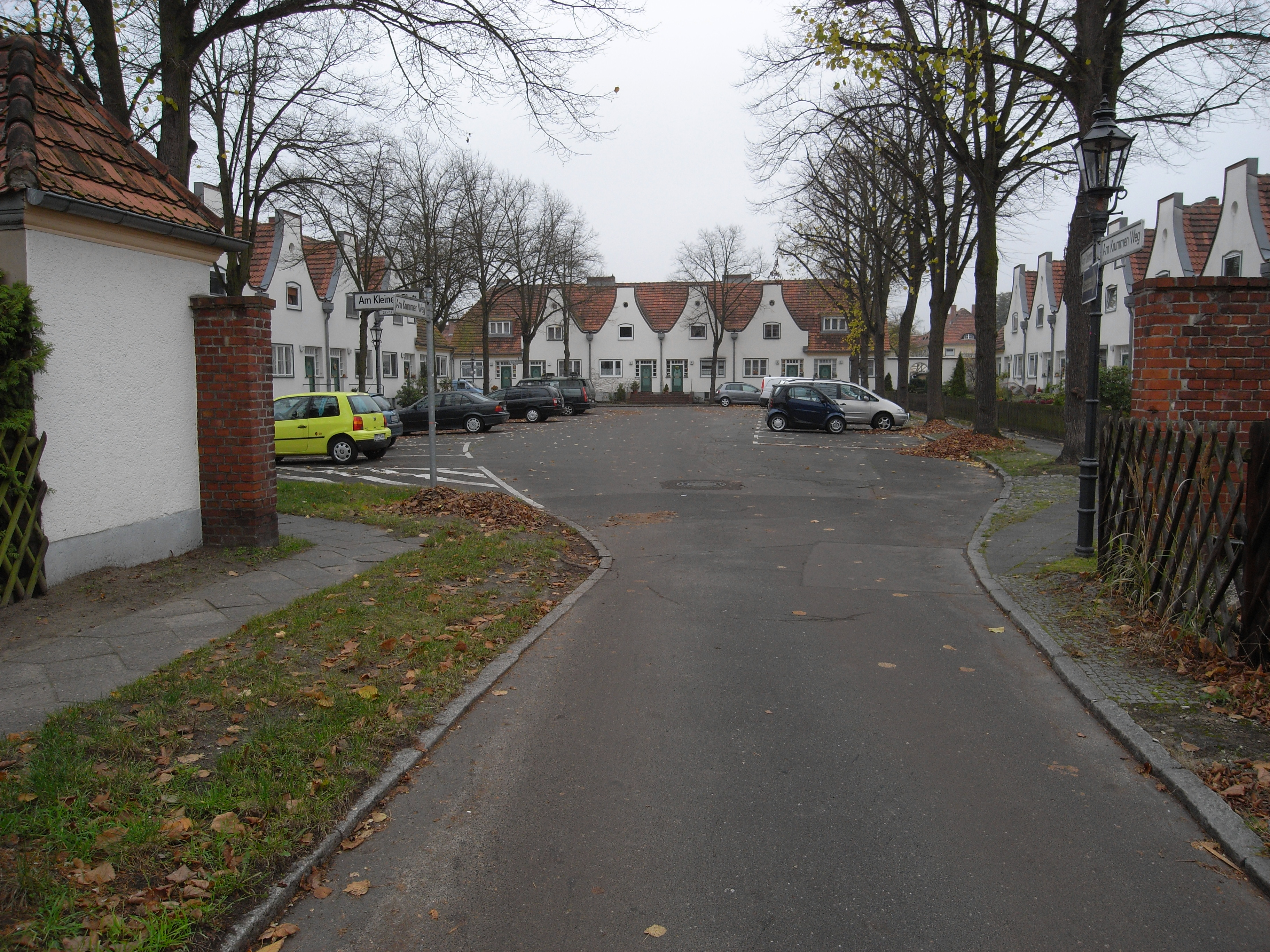
Einfamilienhausgruppen Am Kleinen Platz

Das Entwerfen mit Bautypen beruhte bei Paul Schmitthenner auf dem Studium des Wohnungsbaus der Zeit des Barocks und des Klassizismus. Bei der Gartenstadt Staaken erfolgte die Verwendung der Materialien Verputz und Backstein offensichtlich in Bezug auf die lokale Bautradition: Putz für den Wohnungsbau und Backstein für Kommunal- und Sakralbauten. Im Einzelnen finden sich in der Architektur der Gartenstadt Staaken Verweise auf das nahegelegene Potsdam, insbesondere auf das Holländische Viertel (1732–1742). Generell zeigen die Mehrfamilienhäuser einen bürgerlich klassizistischen und die Einfamilienhäuser einen regionalistisch bäuerlichen bis proletarischen Ausdruck. Der städtebauliche Entwurf ist offensichtlich von Camillo Sitte erheblich beeinflusst worden.
Bei seinem Entwurf für die Gartenstadt Staaken konnte Paul Schmitthenner im November 1913 auch auf zeitgenössische Lösungen zurückgreifen. Die zunächst fortschrittlicheren englischen Beispiele waren den deutschen Architekten vor allem durch die Vorträge und Publikationen von Hermann Muthesius bekannt. Deutsche Vorbilder waren: die Gartenstadt Hellerau 1909 von Richard Riemerschmid, die Siedlung Gmindersdorf 1903 von Theodor Fischer, die Siedlung Margarethenhöhe 1909 von Georg Metzendorf. An der Planung der Gartenstadt Hellerau hat Schmitthenner selbst mitgearbeitet.

## Beurteilung

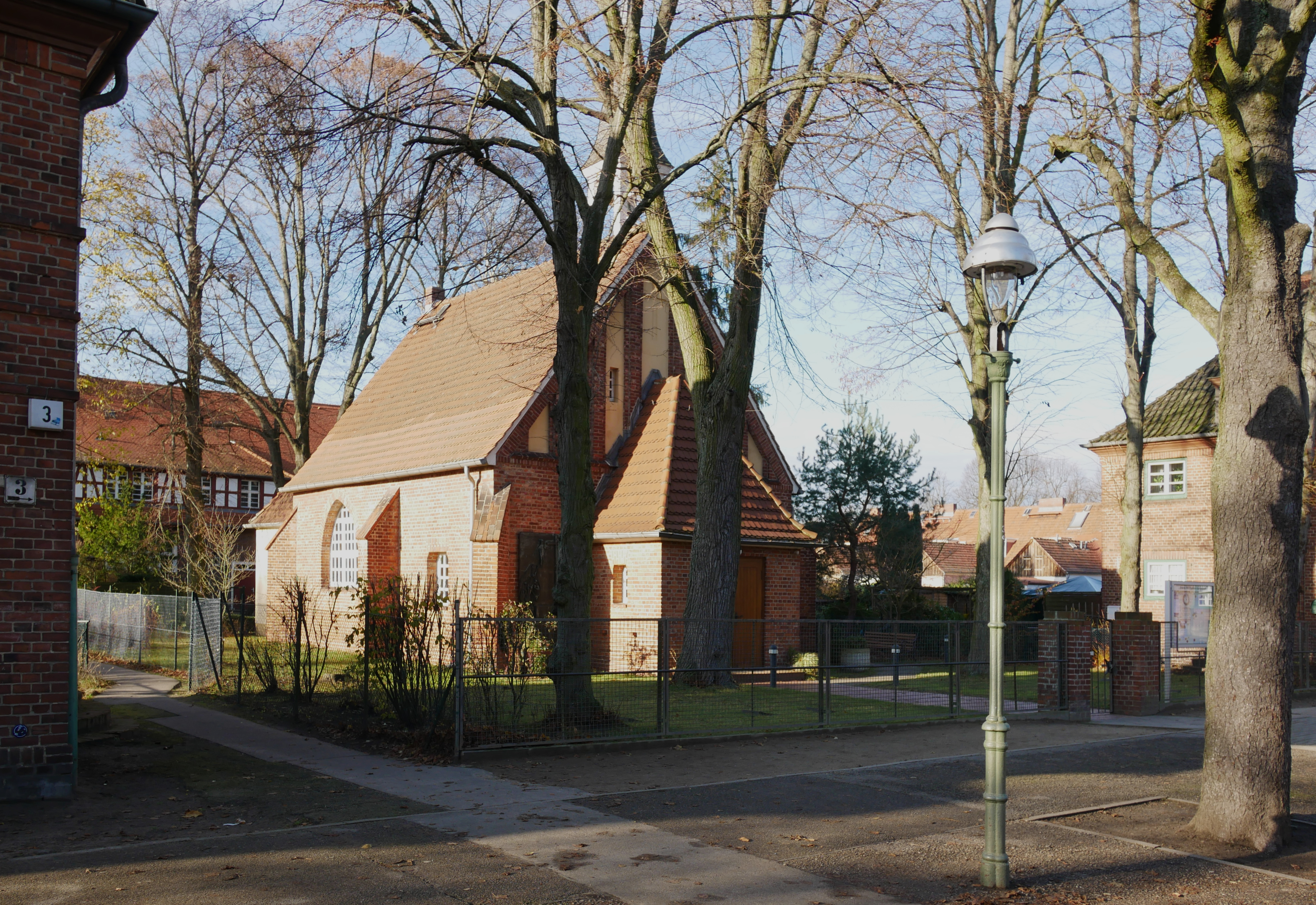
Kirche aus dem Jahr 1922, im Hintergrund das Pfarrhaus (1927),
Architekt: Curt Steinberg

Aufgrund der hohen staatlichen Unterstützung der Bautätigkeit während der Kriegszeit und der Fixierung der gemachten Erfahrungen in Normen und Gesetzen avancierte die Gartenstadt Staaken vor allem in der ersten Hälfte der 1920er Jahre allgemein zum Vorbild im öffentlich geförderten sozialen Wohnungsbau.
Die Zeitgenossen verstanden noch die Art des Bezuges zu alten Vorbildern. So sah Fritz Stahl 1917 die „gewisse Beweglichkeit und Wärme […] erreicht […], wie sie die alten natürlich entstandenen Siedlungen des Landes besitzen, aber nicht durch das künstliche Mittel der Nachahmung ihrer Wirkungen, sondern nur durch die künstlerische Durcharbeitung der aus der Notwendigkeit abgeleiteten Formen.“ Erst Julius Posener kam 1979 zu dem Verdikt: „Die Illusion der mittelalterlichen Kleinstadt ist vollkommen geglückt“. Darüber hinaus sprach er in diesem Zusammenhang von „klitzekleinen Puppenstubenhäuschen“.

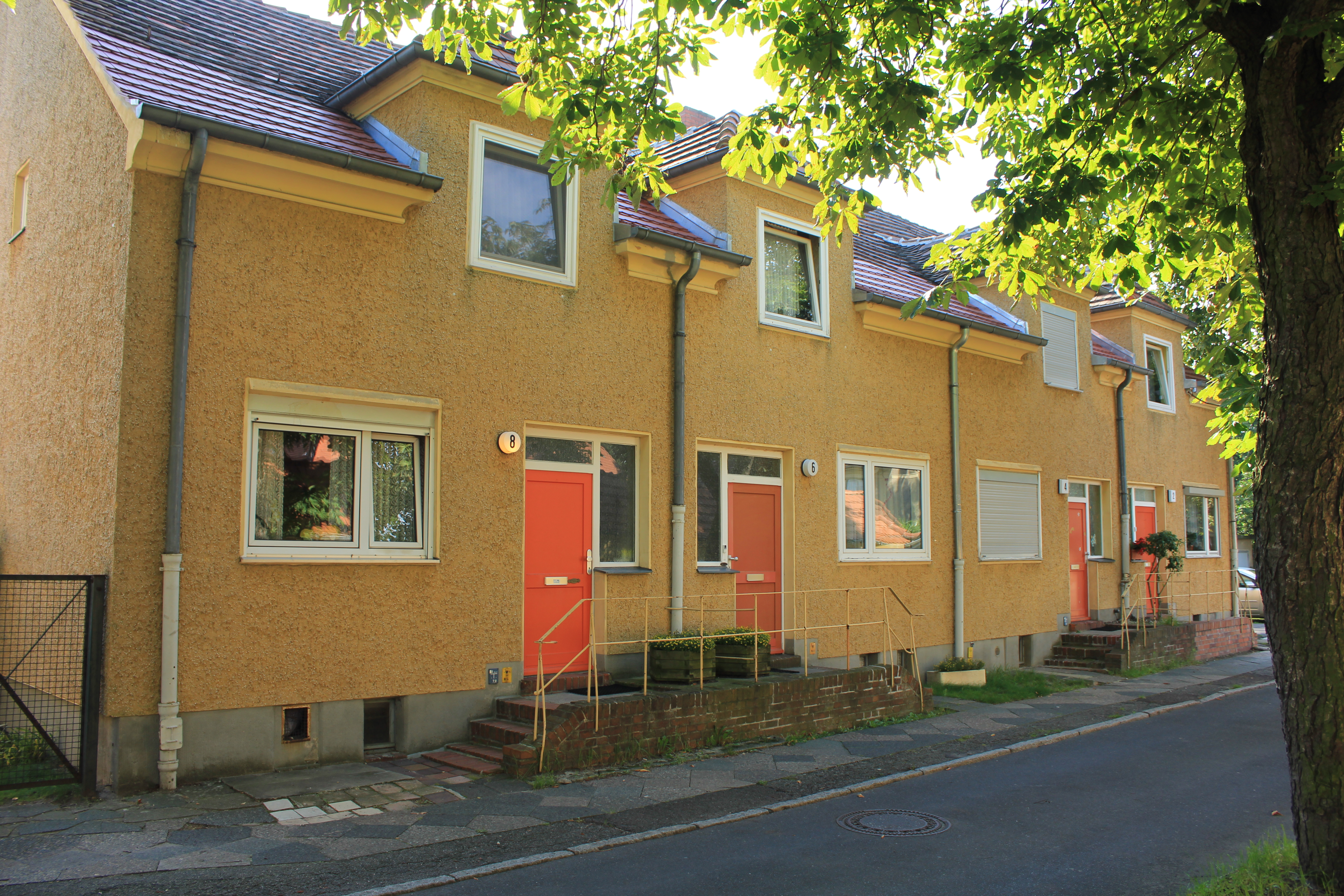
Straße Beim Pfarrhof, Erneuerung der Fassaden mit erheblichem Verlust der ursprünglichen Qualität, kurz vor der Unterschutzstellung 1986

Diese Behauptung Julius Poseners lässt sich mit seiner Pionierrolle bei der Erforschung der Reformarchitektur des 20. Jahrhunderts erklären. Die Forschungsarbeiten aus jüngerer Zeit zu dieser Epoche, zur Person des Architekten Paul Schmitthenner und nicht zuletzt zur Gartenstadt Staaken belegen jedoch eindeutig den zeitgenössisch avantgardistischen Charakter dieser Siedlung.
Die Konstruktion einer expliziten Nähe zwischen den Bauformen der Gartenstadt Staaken und nationalsozialistischer Architektur – wie zuletzt bei Brendgens und König – muss spätestens seit 1968 mit den Forschungen Barbara Miller Lanes zur Architektur des Nationalsozialismus im Zusammenhang mit dessen kruder und inkonsistenter Theorie in den Bereich der Projektion verwiesen werden.
Zusammenfassend lässt sich sagen, dass Schmitthenners rückhaltlose Identifikation mit der Bauaufgabe beim Entwurf der Gartenstadt Staaken zur Erfüllung der physischen und emotionalen Bedürfnisse der Bewohner führte. So zeigt sich die Gartenstadt Staaken im Vergleich mit anderen zeitgenössischen Siedlungen als eine sehr fortschrittliche. Mit ihrem überragenden Einfluss auf die Gestaltung der bekannten Siedlungen der Berliner Moderne aus den 1920er Jahren ist ihre Bedeutung nicht zu unterschätzen. Aufgrund dieser Einordnung wurde die Gartenstadt Staaken 1986 unter Denkmalschutz gestellt. Dieser bezieht sich auf das im Bebauungsplan von 1917 ausgewiesene Gelände, einschließlich der dort in den 1920er Jahren nach der Planung von Carl Derleder im nördlichen Siedlungsbereich entstandenen Ergänzungsbauten sowie für das Pfarrhaus und die gegenüber dem ursprünglichen Entwurf in erheblich verkleinerter Form ausgeführten Kirche des Architekten Curt Steinberg, ebenso die Grünanlagen des Gartenarchitekten Ludwig Lesser.

## Die Gartenstadt Staaken im Film
- Gruppenbild mit Dame, 1977, u. a. mit Romy Schneider, 31:40–32:56 min